# EnCicla
O EnCicla é um sistema de bicicletas públicas que opera nos municípios da Região Metropolitana do Vale do Aburrá, na Colômbia. Composto por 51 estações, o sistema entrou em operação no dia 7 de outubro de 2011.
Faz parte do Sistema Integrado de Transporte do Vale do Aburrá (SITVA), junto com o Metrô de Medellín, o Metrocable de Medellín, a Tranvía de Ayacucho e o Metroplús.

## Estações
As seguintes estações integram o EnCicla:

### Zona Norte
1. Moravia
2. Universidad
3. Ruta N

### Zona Norooccidental
1. Punto Cero
2. Universidad Nacional
3. Robledo

### Zona Centro Oriental
1. SIU-UdeA
2. Museo de Antioquia
3. Cisneros - Autónoma
4. Parque de las Luces
5. Plaza de la Libertad
6. Área Metropolitana
7. Plaza Mayor
8. Pies Descalzos
9. Palacé

### Zona Centro Occidental
1. Otra Banda
2. Colombia
3. Los Colores
4. Orquídeas
5. Batallón
6. San Pedro y San Pablo
7. Floresta
8. Florida Nueva
9. Estadio
10. Suramericana
11. La 65
12. Parque de los Mangos
13. San Joaquín
14. Parque San Joaquín
15. UPB
16. San Juan
17. María Mulata
18. Primer Parque de Laureles
19. Pedro Nel Gómez
20. Segundo Parque de Laureles
21. Cacique Candela
22. Santa Teresita
23. Circular Primera

### Zona Sur Oriental
1. Industriales Metro
2. Río Aburrá
3. Primavera
4. MAMM
5. Ciudad del Río
6. Villa Carlota

### Zona Sur Occidental
1. Industriales Metroplús
2. Nutibara
3. La 33
4. Unidad Deportiva de Belén
5. Rosales
6. Juan Pablo II
7. Maria Luisa Calle